# 乌拉圭大会
乌拉圭大会（西班牙語：Asamblea Uruguay）是乌拉圭的一个中间偏左政党。该党成立于1994年。该党的意识形态是社会民主主义、进步主义。该党的领袖是Danilo Astori。该党的总部位于蒙得维的亚。该党是广泛阵线和圣保罗论坛的成员。